# Tom Story
Tom Story (トム・ソーヤーの冒険?, Tomu Sōyā no bōken, lett. "Le avventure di Tom Sawyer"), trasmesso in Italia anche come Le avventure di Tom Sawyer, è un anime giapponese creato dalla Nippon Animation nel 1980 e trasmesso inizialmente dalla Fuji TV. La serie, ispirata al popolare romanzo Le avventure di Tom Sawyer e in parte al suo seguito Le avventure di Huckleberry Finn di Mark Twain, fa parte del progetto World Masterpiece Theater (Sekai Meisaku Gekijo) della Nippon Animation.

## Trama
La storia è ambientata nel villaggio di Saint Petersburg, una cittadina immaginaria del Missouri, durante l'estate di un anno della seconda metà del XIX secolo.
Tom Sawyer è un ragazzino che vive con suo fratello minore Sid, sua zia Polly e sua cugina Mary in una casa sulle rive del Mississippi. La zia, dopo la morte dei loro genitori, alleva Tom e Sid con amore, come se fossero figli suoi. Tom passa la maggior parte del suo tempo con il suo migliore amico, Huckleberry Finn, e condivide con lui innumerevoli avventure, cacciando maiali selvatici, giocando ai pirati sul fiume, volando su una mongolfiera e scoprendo tesori nascosti. Dovrà vedersela con il terribile indiano Joe quando assiste, suo malgrado, a un omicidio. Ma i pensieri di Tom sono anche per Becky, la bella figlia del nuovo giudice del villaggio.

## Personaggi

### Personaggi principali
- Thomas "Tom" Sawyer: è un ragazzino di dieci anni, rimasto orfano di entrambi i genitori. Per questo è stato accolto nella casa della zia Polly assieme al fratello minore Sid. Tom è ancora un po' immaturo e a volte non sembra rendersi conto che le sue azioni possono fare del male alle persone che gli vogliono bene, ma proprio quando sembra combinarne una più grossa dell'altra, si riscatta improvvisamente dimostrando di avere un animo gentile e generoso. Il suo migliore amico è Huck con il quale vive moltissime avventure. La sua "fidanzata" è Becky Tatcher. Doppiato da Masako Nozawa (giapponese), Massimiliano Manfredi (italiano).
- Huckleberry "Huck" Finn: un ragazzino della stessa età di Tom. Abbandonato dal padre ubriacone e violento, passa la sua vita prima in una botte poi in una casa su di un albero. Ha la fama di monello irrecuperabile e molti genitori non lo vedono di buon occhio e non vogliono che i figli giochino con lui, ma grazie a Tom è sempre circondato da tanti amici. Compagno di mille avventure di Tom, nonostante la sua dura vita l'abbia portato ad essere molto più maturo di lui, ha per l'amico un'ammirazione sconfinata. Alla fine della storia verrà adottato (a malincuore perché vuol dire abbandonare la sua vita semplice) dalla vedova Douglas. Doppiato da Kazuyo Aoki (giapponese), Christian Fassetta (italiano).
- Zia Polly: ha accolto Tom e Sid in casa propria dopo la morte dei loro genitori ed ora li tratta come figli suoi alla pari di sua figlia Mary. Nonostante a volte sia molto dura con Tom e lo punisca severamente per le sue marachelle, comprende subito che in fondo si tratta di un bravo ragazzo. Doppiata da Haru Endo (giapponese), Isa Bellini (italiano).
- Rebecca "Becky" Thatcher: dopo poco tempo dal suo arrivo al villaggio assieme alla sua famiglia, diventa la fidanzata di Tom e più passa il tempo e più, conoscendolo meglio nonostante la fama di discolo, arriva a comprendere quale grande cuore lui abbia. Doppiata da Keiko Han (giapponese), Ilaria Stagni (italiano).
- Mary: figlia di Polly è un'adolescente che studia in convento ed in seguito andrà a lavorare come infermiera dal dottor Mitchell. Più che cugina di Tom si comporta come sorella maggiore e a volte, pur nella sua assennatezza, diventa perfino complice delle sue marachelle. Si innamora di Arthur O'Connor che alla fine ritornerà da lei. Doppiata da Kaoru Ozawa (giapponese), Fiamma Izzo (italiano).
- Sid: è il fratello minore di Tom ed è caratterialmente il suo opposto: ubbidiente e studioso, falso e antipatico, è per Polly il nipote-figlio ideale. Doppiato da Sumiko Shirakawa (giapponese), Paolo Catani (italiano).

### Comprimari
- Jim: schiavo di Polly, vive in una casetta accanto alla casa di Tom. Assieme a Tom aiuterà l'amico Gregory a fuggire dalla schiavitù. Doppiato da Ikuo Nishikawa (giapponese), Riccardo Rossi (2ª voce, italiano).
- L'indiano Joe: antagonista principale dell'anime. Un tiranno dal passato turbolento, uccide il dottor Robinson facendo ricadere la colpa su Muff. Scopre fortuitamente il tesoro di una banda di banditi che verrà in seguito ritrovato da Tom ed Huck quando Joe morirà durante un inseguimento con lo sceriffo. Doppiato da Eiji Kanie, Kenji Utsumi (giapponese), Vittorio Di Prima (italiano).
- Muff Potter: un anziano che ha il continuo vizio di bere, ma è ritenuto buono dal paese ed è amico di Tom ed Huck. Viene accusato ingiustamente di aver ucciso il dottor Robinson ma viene scagionato da Tom. Dopo questi fatti non compare più nella serie. Doppiato da Eken Mine (giapponese), Elio Pandolfi (italiano).
- Ben Rogers: amico di Tom, partecipa con lui all'"avventura dei pirati" sull'isola Jackson. Nel romanzo originale ha un ruolo minore e non prende parte a questa avventura. Doppiato da Mie Azuma, Atsuko Mine (giapponese).
- Billy: un compagno di classe di Tom. Doppiato da Naoki Tatsuta, Ikuo Nishikawa (giapponese), Corrado Conforti (italiano).
- Professor Dobbins: il severo insegnante di Tom. È poco amato dai suoi studenti, che colpisce con un frustino per punirli, in particolare Tom. Mentra lavora come insegnante continua a studiare per diventare medico. È segretamente calvo e porta una parrucca, fatto che verrà reso noto a tutti da Tom. Doppiato da Ichirō Nagai (giapponese), Elio Pandolfi (italiano).
- Margaret Thatcher: madre di Becky. Doppiata da Yumi Nakatani (giapponese), Emanuela Fallini (italiano).
- Giudice Edward Thatcher: padre di Becky. Doppiato da Ichiro Murakoshi (giapponese), Giorgio Bandiera (italiano).
- Jeffrey "Jeff" Thatcher: compagno di classe di Tom e cugino di Becky. A differenza di Tom è uno studente modello e per questo non va molto d'accordo con lui. Doppiato da Yumi Nakatani (giapponese), Giuppy Izzo (italiano).
- Joseph "Joe" Harper: amico di Tom. Nella serie ha un ruolo marginale, mentre nel romanzo è lui ad andare sull'Isola di Jackson al posto di Ben. Doppiato da Kazuhiko Inoue (giapponese), Fiamma Izzo (italiano).
- John Rogers: padre di Ben. Doppiato da Masaru Ikeda, Ken'ichi Ogata (giapponese), Sergio Matteucci (italiano).
- Amy Lawrence: compagna di classe di Tom e sua ex fidanzata prima dell'arrivo di Becky. È figlia del fornaio. Doppiata da Kaoru Kurosu, Sane Takagi (giapponese), Susanna Fassetta (italiano).
- Charlie Donahue: compagno di classe di Tom, con cui non è in buoni rapporti per avergli giocato alcuni tiri mancini. Doppiato da Yōko Matsuoka (giapponese), Laura Lenghi (italiano).
- Sceriffo Collins: sceriffo di Saint Petersburg. Doppiato da Taimei Suzuki (giapponese), Raffaele Uzzi (italiano).
- Alfred Temple: uno studente originario di Saint Louis. Proviene da una famiglia benestante e ha un'aria intellettuale, perciò inizialmente non va d'accordo con Tom. Doppiato da Masako Sugaya (giapponese), Giorgio Borghetti (italiano).
- Dottor Alfred Robinson: giovane medico concorrente di Mitchell, che è solito farsi aiutare dall'indiano Joe a dissotterrare i cadaveri per analizzarli. Viene ucciso da Joe dopo un diverbio. Doppiato da Jun Hazumi (giapponese).
- Dottor Mitchell: è l'anziano medico del villaggio, ma sta perdendo poco a poco tutti i clienti perché è sovente ubriaco. Mary va a lavorare come infermiera presso di lui ed è proprio in ambulatorio che incontrerà Arthur O'Connor di cui si innamorerà. Doppiato da Tadao Futami (giapponese).

### Altri personaggi
- Zia Kathy (Kate): prozia materna di Becky. È una ricca e gentile signora che tenta invano di adottare Huck. Doppiata da Kineko Nakamura (giapponese), Elsa Camarda (italiano).
- Lizette Jean: l'attrice bambina della compagnia itinerante di David. È nata a New Orleans e in seguito è stata venduta a David da suo padre. Diventa un idolo per i bambini di Saint Petersburg e in particolare stringe amicizia con Huck. Doppiata da Katsue Miwa (giapponese), Laura Lenghi (italiano).
- Samuel Keene: il cattivo della compagnia di David. Doppiato da Takkō Ishimori (giapponese).
- Edmund Dahl: il primo attore della compagnia di David. È in cattivi rapporti con Samuel e scappa durante uno spettacolo. Doppiato da Yū Mizushima (giapponese).
- Rosalyn Russell: la prima attrice della compagnia di David. Doppiata da Yoneko Matsukane (giapponese), Silvia Monelli (italiano).
- David Garlick: il capo della sua compagnia teatrale. Doppiato da Masahi Amenomori (giapponese), Diego Michelotti (italiano).
- Finn: il padre di Huck, dal quale il ragazzo è scappato. Un uomo violento e alcolizzato, che ruba e si rifiuta di lavorare. Doppiato da Toshiya Ueda (giapponese), Sandro Pellegrini (ep. 30, italiano).
- Arthur O'Connor: arriva al villaggio su una mongolfiera e si innamora di Mary. Deve ripartire presto, ma alla fine della storia farà ritorno al villaggio. Doppiato da Katsuji Mori (giapponese), Luciano Roffi (italiano).
- Signor Pinkerton: un detective di Saint Louis assunto dallo sceriffo Collins per cercare l'indiano Joe. Tuttavia, si rivela incompetente e viene licenziato quattro giorni dopo il suo arrivo. Doppiato da Mahito Tsujimura (giapponese), Nino Scardina (italiano).
- Sally Phelps: cognata di zia Polly. Una gentile signora che possiede una fattoria a Pikesville in Arkansas. Doppiata da Natsuko Kawaji (giapponese), Elsa Camarda (italiano).
- Cyrus (Silas) Phelps: marito di Sally e gestore della fattoria Phelps. Doppiato da Minoru Yada (giapponese), Mario Milita (italiano).
- Benny Phelps: figlia di Sally e Cyrus e cugina di Mary. Scopre che Huck, che si finge Sid, in realtà non è il fratello di Tom.
- Sam (Oscar) Phelps: figlio di Sally e Cyrus e fratello di Benny. È esperto nell'uso del lazo. Doppiato da Kaneto Shiozawa (giapponese), Massimo Corizza (italiano).
- Signora Douglas: una vedova benestante che adotta Huck. Doppiata da Keiko Kuge (giapponese), Elsa Camarda (italiano).
- Natalie Rose: l'insegnante che sostituisce il signor Dobbins. Appare nell'ultimo episodio. Sebbene sia gentile è molto severa con gli studenti pigri e frusta Tom e Huck per punirli. Doppiata da Kotoe Taichi (giapponese), Daniela Gatti (italiano).

## Sigle
La sigla iniziale giapponese è Dare yori mo tōku e' (誰よりも遠くへ? lett. "Più lontano di chiunque altro"), mentre quella finale è Boku no Mishishippī (ぼくのミシシッピー? lett. "Il mio Mississippi"). Entrambi i brani hanno il testo di Keisuke Yamakawa, sono stati composti e arrangiati da Katsuhisa Hattori e cantati da Maron Kusaka.
La sigla italiana dal titolo Tommy (testo di Francesco Di Giacomo, Onirico e Sherpa, musica di Rodolfo Maltese, Onirico e Sherpa) è interpretata da La banda di Tom, pseudonimo del Banco del Mutuo Soccorso. È stata presentata anche una possibile sigla dai Cavalieri del Re dal titolo Tommy & Huck, che fu però scartata. In seguito i Cavalieri del Re ne riutilizzarono la melodia, cambiando il testo, per comporre la sigla Yattaman.

## Distribuzione

### Edizione italiana
In Italia la serie è andata in onda su Rete 1 dal 2 novembre 1981 al 1º gennaio 1982 all'interno del programma Direttissima con la tua antenna, ma saltando 6 episodi. Gli episodi inediti vennero trasmessi dallo stesso canale durante le repliche della serie tra il 17 agosto e il 15 settembre 1982, nel programma Fresco fresco. Il doppiaggio italiano è stato effettuato dalla DEA 5 e diretto da Ornella Cappellini, mentre i dialoghi sono stati curati da Rodolfo Cappellini. Nel 2017 la serie è stata replicata su Rai 2 in versione rimasterizzata (con rapporto video tagliato a 16:9) con il titolo Le avventure di Tom Sawyer.

### Edizioni home video
I DVD della serie sono stati pubblicati in Italia nel 2008-2009 in dieci volumi editi nella collana Dolmen Junior da Yamato Video, su licenza Planeta Junior, con il titolo Le avventure di Tom Sawyer.